# Басинский, Игорь Михайлович
И́горь Миха́йлович Баси́нский (бел. Ігар Міхайлавіч Басінскі; род. 11 апреля 1963, Гродно, БССР, СССР) — советский и белорусский стрелок из пистолета. Четырёхкратный призёр Олимпийских игр, многократный чемпион мира. Заслуженный мастер спорта СССР (1986). Заслуженный тренер Республики Беларусь (2011).

## Биография
Стрельбой стал заниматься с 13 лет. В 1987 году стал обладателем Кубка мира. В 1988 году в Сеуле он стал бронзовым призёром в составе сборной СССР. В Барселоне Басинский не выступал за Объединённую команду, В Атланте в 1996 году он завоевал серебро, выступая уже за независимую команду Беларуси. В 2000 году в Сиднее Игорь Басинский завоевал серебряную и бронзовую медали.
Кроме медалей Олимпиад, Игорь Басинский — неоднократный чемпион мира в личном и командном зачётах, неоднократный чемпион и призёр чемпионатов Европы в личном и командном зачётах, а также неоднократный чемпион и рекордсмен Европы, СССР и Беларуси.
Игорь Басинский признавался лучшим спортсменом Белорусской ССР 1986 и 1987 годов и лучшим спортсменом Беларуси в 2000 году.
Игорь Басинский — один из самых титулованных спортсменов в истории Беларуси.